# Tinaco (Venezuela)
Pour les articles homonymes, voir Tinaco.
Tinaco est une ville de l'État de Cojedes au Venezuela, capitale de la paroisse civile de General en Jefe José Laurencio Silva et chef-lieu de la municipalité de Tinaco. Sa population avoisine les 25 000 habitants[réf. nécessaire]

## Sources
- (en) Cet article est partiellement ou en totalité issu de l’article de Wikipédia en anglais intitulé « Tinaco » (voir la liste des auteurs).